# Ric Roman Waugh
Ric Roman Waugh (* 20. února 1968 Los Angeles) je americký filmový režisér, scenárista, producent, herec a bývalý kaskadér. Je známý díky práci na filmech Felon (2008), Snitch (2013) a Trestanec (2017). Napsal a režíroval také film Angel Has Fallen (2019).
Je starším bratrem režiséra Scotta Waugha.

## Kariéra
Waugh pracoval jako kaskadér v 80. a 90. letech a objevil se ve filmech jako Univerzální voják, Poslední Mohykán (1992), Poslední akční hrdina, Hard target, Vrána, 60 sekund, Smrtonosná zbraň 2, Bouřlivé dny a Jedinečný. Uplatnil se také jako herec, a to ve filmu Kuffs (1992) s Christianem Slaterem a Millou Jovovich v hlavních rolích.
Jeho prvním režijním počinem je film In the Shadows (2001) s Jamesem Caanem, Matthewem Modinem a Cubou Goodingem Jr., později režíroval film Felon (2008) s Valem Kilmerem v hlavní roli. Waugh spolupracoval s hercem Dwaynem Johnsonem na filmu Snitch (2013). V roce 2019 Waugh napsal a režíroval třetí díl filmové série Has Fallen s názvem Angel Has Fallen.
Režíroval také apokalyptický katastrofický film Greenland, který vyšel v prosinci 2020.